# Automático (Hopper)
 
Automático (en el original en inglés, Automat) es un óleo sobre lienzo de 1927 del pintor estadounidense Edward Hopper. La pintura se exhibió por primera vez el día de San Valentín de 1927 en la inauguración de su segunda exposición individual, en las galerías Rehn de Nueva York. Para abril se había vendido por $1,200 ($ 21 722 de 2023 ). Actualmente pertenece al Des Moines Art Center, en Iowa.

## La mujer
El cuadro representa a una mujer solitaria sentada mirando fijamente su taza de café en un restaurante automático por la noche. Detrás, el reflejo de filas idénticas de lámparas se extiende a través de la amplia ventana ennegrecida por la noche.
La esposa de Hopper, Jo, sirvió como modelo para la mujer. Sin embargo, Hopper modificó su rostro para hacerla más joven (Jo tenía 44 años en 1927). También alteró su figura; Jo era una mujer curvilínea, mientras que un crítico ha descrito a la mujer en la pintura como " 'aniñada' [es decir, de pecho plano]".
Como suele ocurrir en las pinturas de Hopper, tanto las circunstancias de la mujer como su estado de ánimo son ambiguos. Está bien vestida y usa maquillaje, lo que podría indicar que está en camino hacia o de vuelta del trabajo en una actividad donde la apariencia personal es importante, o que está en camino hacia o de regreso de un evento social.
Se ha quitado solo el guante de la mano derecha, lo que puede indicar que está distraída, que tiene prisa y sólo puede parar un momento o, simplemente, que acaba de llegar de fuera y aun se está acomodando. Pero la última posibilidad parece poco probable, ya que hay un pequeño plato vacío en la mesa, delante de su taza y platillo, lo que sugiere que puede haber comido un refrigerio y haber estado sentada en ese lugar durante algún tiempo.
La época del año, finales de otoño o invierno, es evidente por el hecho de que la mujer está vestida abrigadamente. Pero no está claro el momento del día, ya que los días son cortos en esta época del año en latitudes altas. Es posible, por ejemplo, que sea justo después del atardecer, y lo suficientemente temprano en la noche, como para que el automático sea el lugar en el que ella ha acordado encontrarse con alguien. O podría ser tarde en la noche, después de que la mujer haya terminado su turno en el trabajo. O también podría ser temprano en la mañana, antes del amanecer, cuando su turno está a punto de comenzar.
Sea cual sea la hora, el restaurante parece estar prácticamente vacío y no hay señales de actividad (o de vida en absoluto) en la calle. Esto aumenta la sensación de soledad y ha provocado que la pintura se asocie popularmente con el concepto de alienación urbana. Un crítico ha observado que, en una pose típica de los sujetos melancólicos de Hopper, "los ojos de la mujer están abatidos y sus pensamientos volcados hacia el interior". Otro crítico la ha descrito como "mirando su taza de café como si fuera lo último en el mundo a lo que pudiera aferrarse". En 1995, la revista Time usó Automat como imagen de portada para un artículo sobre el estrés y la depresión en el siglo XX. 
El crítico de arte Ivo Kranzfelder compara el tema de esta pintura (una joven bebiendo sola en un restaurante) con La ciruela de Édouard Manet y La absenta de Edgar Degas.

## La perspectiva del espectador
La presencia de un respaldo de silla en la esquina inferior derecha sugiere que el espectador está sentado en una mesa cercana, desde cuyo punto de vista un extraño podría mirar, sin invitación, a la mujer.
En un giro innovador, Hopper hizo de las piernas de la mujer el punto más brillante de la pintura, "convirtiéndola así en un objeto de deseo" y "convirtiendo al espectador en un voyeur". Para los estándares actuales, esta descripción parece exagerada, pero en 1927 la exhibición pública de las piernas femeninas todavía era un fenómeno relativamente novedoso.
Hopper convierte las piernas cruzadas de una mujer en el punto más brillante de un lienzo por lo demás oscuro en varias pinturas posteriores, entre ellas Compartimento C, coche 293 (1938) y Vestíbulo de hotel (1943).

## El restaurante
Como señala la crítica Carol Troyen, "el título, más que cualquier detalle dentro de la imagen, es lo que identifica al restaurante como un automático". Sin embargo, Troyen continúa señalando una serie de características que habrían hecho que el restaurante fuera identificable para un neoyorquino de la época: "Eran limpios, eficientes, bien iluminados y, típicamente amueblados con mesas redondas de mármol de Carrara y sillas de roble macizo como las que se muestran aquí, elegantes. Para cuando Hopper pintó su cuadro, los automáticos habían comenzado a promocionarse como lugares seguros y adecuados para que la mujer trabajadora cenara sola".  Para un neoyorquino de la década de 1920, el interior de Hopper habría sido instantáneamente reconocible como un automático. Una fotografía de 1912 del Automat en Times Square revela cada detalle de las sillas y las mesas con cubierta de mármol que corresponden con lo que Hopper ha pintado. Sin embargo, este no es el Automat de Times Square; las luces del techo en ese lugar eran significativamente más ornamentadas que las de la pintura.
Los restaurantes automáticos, que estaban abiertos a todas horas del día, también estaban “ocupados, eran ruidosos y anónimos”. Atendían a más de diez mil clientes al día.  Además, la mujer está sentada en el lugar menos propicio para la introspección en todo el restaurante. Como señala Troyen, ocupa la mesa más cercana a la puerta, y detrás de ella, al otro lado, se encuentra la escalera que lleva al sótano del restaurante. Incluso si el local estuviera relativamente vacío, habría habido un tráfico constante de personas frente a su mesa. Así, «el aire tranquilo y contemplativo de la figura», que está «fuera de sintonía con la energía de la ciudad, su cadencia y su ritmo mecanizado»,  se hace aún más notable por el lugar particularmente concurrido que ha elegido para sentarse.

## La ventana
Las pinturas de Hopper a menudo se construyen alrededor de una viñeta que se desarrolla mientras el espectador mira hacia una ventana o hacia afuera a través de ella. A veces, como en Railroad Sunset (1929), Nighthawks (1942) y Despacho en una ciudad pequeña (1953), todavía es posible ver detalles de la escena más allá, incluso después de que Hopper haya guiado la mirada del espectador a través de dos paneles de vidrio. Cuando Hopper desea oscurecer la vista, tiende a colocar la ventana en un ángulo agudo respecto del punto de vista del espectador, o a bloquear la vista con cortinas o persianas. Otra técnica favorita, utilizada, por ejemplo, en Conferencia de noche (1949), es usar luz brillante, que entra desde el exterior en un ángulo agudo desde el sol o desde una farola invisible, para iluminar unos pocos detalles mundanos a centímetros del otro lado de la ventana, arrojando así las partes más profundas de la vista a la sombra.
A modo de comparación, en Automat la ventana domina la pintura, y sin embargo "no permite ver nada de la calle, ni de lo que esté afuera". La oscuridad total del exterior es una desviación tanto de las técnicas habituales de Hopper como del realismo, ya que una calle de Nueva York por la noche está llena de luz de automóviles y farolas. Este vacío completo permite que los reflejos del interior destaquen más dramáticamente e intensifica la atención del espectador hacia la mujer.
La ventana transmite una visión impresionista, en lugar de una realista, de otra manera. Como señala Mark Strand, «La ventana refleja únicamente las dos filas de luces del techo que se alejan, y nada más del interior del automático». Es posible que Hopper empleara esta omisión para evitar distracciones que pudieran desviar la atención del espectador de la mujer. Strand, sin embargo, sugiere una razón alternativa por la que se omite el reflejo de la mujer:

"La pintura sugiere varias cosas, pero la más obvia y resonante es que si lo que refleja la ventana es cierto, la escena transcurre en el limbo y la mujer sentada es una ilusión. Esta es una idea inquietante. Y si la mujer se piensa a sí misma en este contexto, no puede ser feliz. Pero, por supuesto, no piensa; es producto de otra voluntad, una ilusión, una invención de Hopper."

 
El efecto de enfoque de la ventana vacía detrás de la mujer se puede ver más claramente cuando se contrasta con Luz del sol en una cafetería (1958), una de las últimas pinturas de Hopper. En esa pintura, un hombre y una mujer se sientan en una cafetería por lo demás vacía en lugares que recuerdan las mesas ocupadas, respectivamente, por  la mujer y el espectador en Automático. Incluso el bol de fruta en el alféizar de la ventana en Automático tiene su paralelo en una pequeña planta en maceta en el alféizar de la ventana en Luz del sol en una cafetería. Pero en ella, la escena callejera bien iluminada fuera de la gran ventana aparentemente distrae la atención del hombre de su contraparte, de modo que los dos sujetos "no parecen estar actuando en la misma escena, por así decirlo". Por el contrario, en Automático el espectador está completamente involucrado por la presencia de la mujer.